# Eugeniusz Rogowski
Eugeniusz Rogowski (ur. 3 stycznia 1940 w Warszawie, zm. 24 czerwca 1991 w Nowym Jorku) – polski chodziarz, medalista mistrzostw Polski na dystansie 20 km.

## Kariera sportowa
W 1967 roku zajął 3. miejsce na mistrzostwach Polski seniorów w chodzie na 20 km na zawodach rozegranych w Chorzowie. Rok później zdobył tytuł wicemistrzowski na tym samym dystansie w Zielonej Górze. W 1969 zajął 3. lokatę na 20 km na mistrzostwach zorganizowanych w Krakowie.
Reprezentował Polskę na arenie międzynarodowej – w 1968 roku wystąpił w dwóch lekkoatletycznych meczach międzypaństwowych.
W czasie swojej kariery należał do klubów: Skra Warszawa (1965 i 1970–1973), Sarmata Warszawa (1966) i Konradia Gdańsk (1967–1969).
Był też wioślarzem.

## Osiągnięcia

### Seniorzy – krajowe
| Rok  | Impreza                     | Miejsce      | Konkurencja   | Pozycja    | Wynik     |
| ---- | --------------------------- | ------------ | ------------- | ---------- | --------- |
| 1967 | Mistrzostwa Polski seniorów | Chorzów      | chód na 20 km | 3. miejsce | 1:30:43,8 |
| 1968 | Mistrzostwa Polski seniorów | Zielona Góra | chód na 20 km | 2. miejsce | 1:28:47,0 |
| 1969 | Mistrzostwa Polski seniorów | Kraków       | chód na 20 km | 3. miejsce | 1:39:27,6 |